# 信用状統一規則
信用状統一規則（しんようじょうとういつきそく、英:The Uniform Customs and Practice for Documentary Credits（UCPと略されることが多い））は、信用状の内容について、国による法律の相違から生じるトラブルを避けるべく定められた国際ルールのこと。の訳。国際商業会議所（ICC）によって制定されている。
現在は、2007年に改定されたUCP600が一般に用いられているが、前の版であるUCP500(1993年に改定)も一部散見される。どの信用状統一規則に則っているかについて、当該信用状に明記する必要がある。版が違えば解釈・内容・語義等が異なるため、確認が必要である。

## UCP 500から UCP 600への変更点
- 全39条からなり、7daysルールが5daysルールとなり、異議申立期間が短縮されることとなった。